# Semporna (district)
Semporna is een district in de Maleisische deelstaat Sabah.
Het district telt 138.000 inwoners op een oppervlakte van 1100 km².